# Gudehosahalli, Nagamangala
Gudehosahalli là một làng thuộc tehsil Nagamangala, huyện Mandya, bang Karnataka, Ấn Độ.